# 赛诺菲巴斯德
赛诺菲巴斯德 (英語：Sanofi Pasteur)是赛诺菲下属的生产疫苗的子公司。是世界上专门生产疫苗最大的公司，也是全球生产黄热病疫苗的四家公司之一。

## 历史
1888年路易·巴斯德创立疫苗研究机构是公司的前身，后通过一系列合并2004年名称改为赛诺菲巴斯德。